# Emmanuel de Blommaert
Emmanuel de Blommaert de Soye (15 ottobre 1875 – 12 aprile 1944) è stato un cavaliere belga.

## Palmarès

### Olimpiadi
- Bronzo a Stoccolma 1912 nel salto ostacoli individuale.